# ورزشگاه تووونا
ورزشگاه تووونا (برمه‌ای: သုဝဏ္ဏ လူငယ် လေ့ကျင့်ရေး ကွင်း) یک ورزشگاه چندمنظوره در یانگون، میانمار است.
این ورزشگاه که در سال ۱۹۸۵ تاسیس شده دارای ۳۲٬۰۰۰ نفر ظرفیت است و ورزشگاه خانگی تیم ملی فوتبال میانمار محسوب میشود.